# Жгун-корень книдиелистный
Жгун-корень книдиелистный (лат. Cnidium cnidiifolium) — травянистое растение, вид рода Жгун-корень (Cnidium) семейства Зонтичные (Umbelliferae), произрастающий в России и северо-восточной части Северной Америки.

## Распространение и местообитание
Ареал жгун-корня книдиелистного включает Россию (Красноярский край, Якутия), США (Аляска) и Канаду (Северо-Западные территории, Юкон, Британская Колумбия). Растёт на приречных песках и галечниках, на сухих южных склонах, в пойменных лесах и зарослях кустарников, реже на скалах и иногда как сорное растение около жилья.

## Ботаническое описание
Жгун-корень книдиелистный — многолетнее поликарпическое растение высотой 40-80 см. Корни стержневые, каудекс короткий, неветвистый. Стебель одиночный, ветвистый в верхней части, полый, ребристый, гладкий. Черешки прикорневых листьев плотные. Пластинки листьев в очертании треугольные, дважды-трижды перистые, голые, длиной 10-25 см и шириной 5-25 см. Стеблевые листья дважды-трижды рассечённые. Соцветия-зонтики расположены по нескольку на цветоносном побеге, полушаровидной формы, 4-12 см диаметром. Лепестки цветков белые, голые. Цветёт с конца июня по август. Плоды яйцевидные 4-5 мм длиной, 3-4 мм широной. Карпофор двураздельный.